# Lovestruck
"Lovestruck" är en sång av det brittiska ska/popbandet Madness. Den skrevs av pianisten Michael Barson och saxofonisten Lee Thompson.
Det var deras första nyskrivna sång som släpptes som singel på över tio år. Den var också introlåt på albumet Wonderful, och den promotades rejält.
"Lovestruck" handlar om en man som efter ett lite för stort intag av alkohol blir förälskad i en lyktstolpe.
Den nådde tionde platsen på englandslistan, vilket var första gången en ny Madnessång nådde topp-tio sedan "The Sun and the Rain från 1983. Den stannade på listan i 7 veckor.

## Låtlista
7" vinyl
1. "Lovestruck" (Lee Thompson, Michael Barson) – 3:50
2. "We Are Love" (Carl Smyth) – 3:31

CD (version 1)
1. "Lovestruck" (Thompson, Barson) – 3:50
2. "We Are Love" (Smyth) – 3:31
3. "Lovestruck" (video) – 3:51

CD (version 2)
1. "Lovestruck" (Thompson, Barson) – 3:50
2. "Round And Round" (Thompson, Barson) – 4:32
3. "Maddley" (Barson, Smyth, Thompson, Graham McPherson, Daniel Woodgate, Nick Woodgate, Jack Lawrence) – 4:29

- "Maddley" var ett medley av sångerna från det kommande albumet Wonderful.